# Municipio de Highland (condado de Hettinger)
El municipio de Highland (en inglés: Highland Township) es un municipio ubicado en el condado de Hettinger en el estado estadounidense de Dakota del Norte. En el año 2010 tenía una población de 15 habitantes y una densidad poblacional de 0,17 personas por km².

## Geografía
El municipio de Highland se encuentra ubicado en las coordenadas 46°34′48″N 102°13′48″O / 46.58000, -102.23000. Según la Oficina del Censo de los Estados Unidos, el municipio tiene una superficie total de 89.08 km², de la cual 89,02 km² corresponden a tierra firme y (0,07 %) 0,06 km² es agua.

## Demografía
Según el censo de 2010, había 15 personas residiendo en el municipio de Highland. La densidad de población era de 0,17 hab./km². De los 15 habitantes, el municipio de Highland estaba compuesto por el 100 % blancos. Del total de la población el 0 % eran hispanos o latinos de cualquier raza.